# Magia na série Harry Potter
A magia na série Harry Potter é retratada como uma força sobrenatural que pode ser usada para substituir as leis da física usuais. Muitas criaturas mágicas existem na série, enquanto as criaturas comuns às vezes exibem novas propriedades mágicas. Objetos também podem ser aprimorados ou imbuídos de propriedades mágicas. A pequena porcentagem de seres humanos que são capazes de realizar magia é referida como bruxas e feiticeiros, em contraste com os não-mágicos, trouxas ou muggles (em inglês britânico; ou no-maj, em inglês americano, nos filmes de Animais Fantásticos).
Nos seres humanos, a magia ou a falta dela é um atributo inato. É herdada, realizada em "genes resilientes dominantes". A magia é a norma para os filhos de casais mágicos e menos comum nos trouxas. Existem exceções: aqueles que não conseguem fazer magia, filhos de pais mágicos, são conhecidos como squibs (ou "abortos" ou "cepatortas", nas respectivas traduções brasileira e portuguesa), enquanto que uma bruxa ou mago nascido de pais trouxas é conhecido como muggle-born ("nascido-trouxa"), sendo chamado por alguns pelo termo depreciativo mudblood ("sangue-ruim" na tradução brasileira, literalmente significando "sangue-de-lama" como na tradução portuguesa). Enquanto os muggles/trouxas são bastante comuns, os squibs/abortos/cepatortas são extremamente raros.

## Utilidade
Bruxas e feiticeiros precisam de treinamento para aprender a controlar a magia, embora já nasçam com ela. Em crianças, jovens e inexperientes, a magia se manifestará subconscientemente em momentos de forte apreensão, medo, raiva e tristeza, como acontece com Harry nos livros e nos filmes. Por exemplo, Harry Potter uma vez tornou o cabelo crescido de volta depois de um corte de cabelo ruim, fez seu primo cair em um ofidiário no zoológico de Londres, e infla sua Tia Guida como um balão em um momento de raiva. Embora esta reação seja geralmente incontrolável, como uma criança não treinada, Lord Voldemort conseguiu fazer as coisas se mover sem tocá-las, fazer os animais fazerem o que desejassem sem treiná-las, fazer "coisas ruins acontecerem às pessoas" que o aborreciam, ou fazê-los doer se ele quisesse. Além disso, Lílian Potter foi capaz de orientar e controlar o florescimento de uma flor ao querer (coisas que seus tios não aceitavam).
Quase toda magia é feita com o uso de uma varinha. Sobre o assunto da magia sem varinha, Rowling disse:
| “ | Você pode fazer magia desenfreada e descontrolada sem varinha (por exemplo, quando Harry inflou a tia Guida), mas para fazer feitiços realmente bons, sim, você precisa de uma varinha. | ” |

Um mago ou bruxa está apenas no seu melhor quando usa sua própria varinha. Ao usar a varinha de outro, os feitiços não são tão fortes como normalmente seriam.
Dentro dos livros, os detalhes técnicos da magia são obscuros. Das lições de Harry, apenas aqueles envolvendo animais mágicos ou a adivinhação são dados em qualquer detalhe.
Severo Snape uma vez disse Harry Potter que "o tempo e o espaço são importantes na magia" durante a primeira aula de Occlumência de Harry, em  Harry Potter e a Ordem da Fênix, e Alvo Dumbledore disse a Harry depois de encontrar o barco magicamente escondido para alcançar o medalhão Horcrux que "a magia sempre deixa vestígios, às vezes traços distintivos".

## Limitações
Antes de publicar o primeiro livro de 'Harry Potter', Rowling passou cinco anos estabelecendo as limitações da magia, determinando o que podia e o que não podia fazer. "O mais importante para decidir quando você está criando um mundo fantasioso", disse ela em 2000, "é o que os personagens NÃO PODEM fazer". Por exemplo, enquanto é possível conjurar as coisas do nada, é muito mais complicado criar algo que corresponda a uma especificação exata e não a uma geral. Além disso, qualquer objeto tão conjurado tende a não durar.

#### Morte
Rowling descreveu a morte como o tema mais importante nos livros. Consequentemente, como Dumbledore afirma em Harry Potter e o Cálice de Fogo, não há feitiços que realmente possam trazer as mortas de volta à vida. Enquanto os cadáveres podem ser transformados em obedientes Inferi (mortos-vivos) sob o comando de um mago vivo, eles são pouco mais do que zumbis sem alma ou vontade própria. No entanto, existem alguns métodos de comunicação com os mortos, embora com resultados limitados. Por exemplo, todos os diretores de Hogwarts aparecem em um retrato mágico quando eles morrem, permitindo a consulta das gerações futuras. Também é possível através do raro efeito Priori Incantatem para conversar com "sombras" fantasmagóricas de pessoas assassinadas magicamente. A Pedra de Ressurreição também permite conversar com os mortos, mas aqueles trazidos de volta pela Pedra não são corpóreos, nem desejam ser incomodados com o seu repouso pacífico. Ao longo da série, este limite é continuamente mencionado, e os feiticeiros tentam transcendê-lo em sua própria loucura.
Da mesma forma, não é possível tornar-se imortal, a menos que se faça uso de um objeto de grande poder para sustentar a vida, como a Pedra Filisofal, ou Horcruxes. Se alguém possuíssemos as três Relíquias da Morte, é fabuloso que eles possuam as ferramentas para se tornar o "mestre da morte". No entanto, é sugerido que ser um verdadeiro "mestre da morte" é estar disposto a aceitar que a morte é inevitável. Outros métodos de extensão da vida incluem beber sangue de unicórnio, o que manterá a pessoa viva, mesmo que a morte seja iminente, mas com o preço terrível de ser amaldiçoado para sempre. Ser mágico pode contribuir para a longevidade, uma vez que existem vários personagens da série que são invulgarmente vivos (como Griselda Marchbanks, que era um vigiador durante os exames O.W.L. da Alvo Dumbledore). No no quinto livro, é revelado pelo cavaleiro fantasma Nick Quase Sem Cabeça que todas as bruxas e todos os feiticeiros podem se tornar fantasmas ao morrer; no entanto, essa condição é descrita como "uma imitação pálida da vida". Snape afirma que um fantasma é meramente "a impressão de uma alma separada deixada sobre a Terra".
A morte é estudada no Departamento dos Mistérios em uma câmara contendo um véu enigmático, que Rowling descreveu como "a divisão entre a vida e a morte". No que diz respeito ao que é do outro lado, ela elaborou: "Eu acredito que você continua? Sim, eu acredito que você continua. Eu acredito em uma vida após a morte, embora eu esteja completamente sem dúvida e sempre tenha sido aí está você." Sirius cai através deste véu em Ordem da Fênix depois que ele é atingido com uma maldição de Bellatrix

#### Principais exceções à Lei de Transformação Elementar de Gamp
As "Principais Exceções à Lei de Transformação Elementar de Gamp" é uma teoria mágica mencionada por Hermione e mais tarde repetida por Ron no livro final. Ela explica que a comida é uma dessas: bruxas ou feiticeiros podem cozinhar e preparar comida usando magia, e até mesmo multiplicá-la, mas não criá-la a partir do nada. Existem inúmeros exemplos na série de alimentos que "aparecem" foram conjurados a partir do nada, como a súbita materialização dos ingredientes nas panelas da cozinha de Molly Weasley e quando a professora McGonagall cria um prato autorrecarregável de sanduiches para Harry e Ron em  Harry Potter e a Câmara Secreta . Em todos os casos, esses eventos podem ser razoavelmente explicados, pois os alimentos são multiplicados ou transportados de outro lugar. Um exemplo do último é banquetear em Hogwarts – a comida é preparada por elfos nas cozinhas e colocada em quatro mesas de réplica, diretamente abaixo das mesas reais da casa no Grande Salão. O alimento é então magicamente transportado para as mesas.
Esta é a única exceção mencionada explicitamente na série. No entanto, a própria Rowling afirmou uma vez em uma entrevista que "dinheiro" é algo que os magos não podem simplesmente se materializar fora do ar,ou o sistema econômico do mundo bruxo então ser gravemente falho e interromper. Enquanto os Objetos mágicos em Pedra Filosofal de Harry Potter # podem permitir alquimia, isso é retratado como um objeto extremamente raro, mesmo único, cujo proprietário não aproveita seus poderes.

### Emoções
Conforme explicado anteriormente, jovens feiticeiros não treinados podem desencadear a magia descontrolada quando estão no estado de emoções elevadas. Mas as emoções também afetam bruxas e feiticeiros treinados e suas habilidades mágicas. Por exemplo, em Harry Potter e o Enigma do Príncipe, uma Nymphadora Tonks destronada perde temporariamente seu poder como Metamorphmagus quando Remus Lupin começa a se distanciar dela. A forma dela Patronus muda para refletir sua depressão. Outro exemplo é Merope Gaunt, que só demonstrou qualquer habilidade mágica quando retirado da opressão de seu pai, mas depois perdeu novamente quando o marido a abandonou.
Vários feitiços mágicos requerem o uso de certas emoções quando os molda. O encanto do Patrono, por exemplo, exige que o conjurador se concentre em uma memória feliz. (Força de vontade, em circunstâncias atenuantes, ajuda muito. Um exemplo disto é quando Harry é capaz de conjurar um Patronus corpóreo quando Sirius corre o risco de ser administrado o Beijo Dementor.) Outro exemplo é o Maldição Cruciatus, que causa uma enorme dor; como Harry descobre durante um duelo com Bellatrix Lestrange, o uso efetivo dessa magia negra proibida requer desejos sádicos.
O amor (no seu sentido mais amplo) é representado como uma forma de magia particularmente poderosa. De acordo com Dumbledore, o amor é uma "força que é ao mesmo tempo maravilhosa e mais terrível do que a morte do que a inteligência humana, do que as forças da natureza" O sacrifício voluntário de Lílian por conta de Harry o salva de Voldemort como um bebê, e Harry faz um sacrifício semelhante para salvar seus amigos no final de "Relíquias da Morte". Uma certa profecia chave na série descreve Harry como tendo "o poder que o Senhor das Trevas não sabe", referenciando sua capacidade para amor.
O amor verdadeiro é impossível de criar magicamente; Amortentia, uma poção de amor, só pode criar uma poderosa sensação de paixão e obsessão.

## Feitiços
Feitiços são as ferramentas de todos os fins de um mago ou bruxa; pequenas explosões de magia usadas para realizar tarefas especializadas únicas, como abrir bloqueios ou criar fogo. Normalmente, o elenco requer um encantamento, na maioria das vezes em uma forma modificada de latim e gesticulando com varinha mágica. No entanto, Rowling revelou que feiticeiros particularmente talentosos podem lançar feitiços sem o auxílio de varinha, embora a magia produzida com uma seja geralmente mais precisa e poderosa. Os feitiços também podem ser lançados de forma não verbal, mas com uma varinha. Esta técnica especial é ensinada no sexto ano de estudo em Hogwarts e exige que o conjurador se concentre no encantamento. Alguns feitiços (por exemplo, "Levicorpus") aparentemente foram projetados para serem usados de forma não verbal. Enquanto a maioria das magias mostradas nos livros exige que o rodízio use sua voz, outras não (e isso pode depender da bruxa ou do assistente). Dumbledore é conhecido por fazer feitos impressionantes de magia sem falar, como conjurar sacos de dormir roxos suficientes para acomodar toda a população estudantil ou durante seu duelo com Voldemort no final da Harry Potter e a Ordem da Fênix.
Em alguns casos, é possível usar uma varinha sem segurá-la. No quinto livro, Harry diz Lumos  para acender sua varinha quando está deitado no chão em algum lugar perto dela. Além disso, animagos e metamorfomagos não precisam de varinhas para sofrer suas transformações.
Os feitiços são divididos em categorias como Maldições, azarações, transfigurações e poções. Maldições são associadas às artes das trevas, e embora estejam relacionadas, as azarações tem um efeito reduzido. Embora as Maldições ofensivas e potencialmente perigosas existam em grande número, três são consideradas utilizáveis apenas para o grande mal, o que lhes gera a classificação especial de "Maldições Imperdoáveis".
A principal representação de um "feitiço" nos livros de Harry Potter é por composta de um gesto feito com a varinha, combinada com um encantamento mental ou mais comumente falado. Nos livros e os associados da série cinematográfica, os nomes da maioria desses feitiços ou encantamentos os usados para fazê-los são derivados das línguas clássicas, especialmente o latim. Estes nomes não são gramaticalmente corretos em qualquer idioma; os termos mais falados assemelham-se a palavras em latim com significado apropriado, mas em si são o latim macarrônico.
Devido à sua popularidade, os nomes de diversos feitiços já foram usados para nomear pratos em food-trucks e restaurantes, golpes de artes marciais, além de poses de yoga.

## Maldições Imperdoáveis
São feitiços da série Harry Potter que foram proibidos pelo Ministério da Magia por possuírem caráter maligno e objetivo cruel (matar, torturar, controlar…). O uso das tais maldições, especialmente a da morte, implica prisão perpétua em Azkaban.

### Cruciatus
Crucio, chamada também de Maldição da Tortura, causa enormes dores psicológicas e físicas. É um dos feitiços favoritos de Lord Voldemort e dos Comensais da Morte e, segundo Bellatrix Lestrange, para o feitiço funcionar, "não basta apenas pronunciar as palavras, é preciso querer causar dor e sentir prazer com o sofrimento do seu oponente."
Visto/mencionado:
1. Em Harry Potter e o Cálice de Fogo quando Bartô Crouch Jr., que estava transformado por meio da poção polissuco no ex-auror Alastor Moody, usa a maldição em um amblipígio (animal da mesma classe das aranhas) durante a aula de Defesa Contra as Artes das Trevas.
2. Harry descobre que Bartô Crouch Jr. e Bellatrix, foram enviados para Azkaban, por terem usado esta maldição em Frank e Alice Longbottom, pais de Neville Longbottom, até a insanidade
3. No livro Harry Potter e o Enigma do Príncipe, Harry torna a usar essa maldição, mas Snape diz que ele é incapaz de fazer o uso correto de tal feitiço. Também em Harry Potter e o Enigma do Príncipe, Draco Malfoy tenta usar contra Harry quando lutam no banheiro feminino, mas não termina o feitiço.

Mas Harry aprende como usá-lo em Harry Potter and the Deathly Hallows, quando Amico Carrow cospe no rosto da professora Minerva McGonagall, em Hogwarts,e Draco Malfoy usou junto a Voldemort em um comensal da morte, chamado Thorfinn Rowle, pela falha na missão de capturar Harry e seus amigos.
Também podemos vê-lo no sétimo livro, quando Bellatrix Lestrange tortura Hermione Granger fortemente na Mansão Dos Malfoy.
É mencionado no sétimo livro que Alvo Dumbledore foi atingido por Grindelwald com essa maldição.

### Imperius
Imperius, chamada também de Maldição do Enganamento, toma o controle do alvo e faz com que a vítima siga fielmente as ordens do bruxo que lançou o feitiço. Feiticeiros com grande força de vontade podem vencer essa maldição como Harry faz durante as aulas com o falso Alastor Moody em Harry Potter e o Cálice de Fogo. A Oclumência não tem qualquer influência sobre a maldição, como podemos notar quando o verdadeiro Moody é colocado sobre a influência da maldição apesar de ter grande experiência em oclumência. Esta maldição controla a vontade do amaldiçoado e não sua mente, tanto que os amaldiçoados continuam a pensar normalmente apesar de não terem controle sobre seus atos. Visto/mencionado em Diversos locais. Visto em Harry Potter e o Cálice de Fogo quando Bartô Crouch Jr., que estava disfarçado de o ex-auror Olho-Tonto Moody, usa contra uma aranha em uma aula de Defesa Contra a Arte das Trevas. No mesmo filme, a maldição é usada por Lord Voldemort em Harry Potter, isso para obriga-lo a usar os bons modos de um duelo contra Voldemort. Também visto em Harry Potter e as Relíquias da Morte quando Harry Potter utiliza esta maldição em um duende na recepção do Banco Gringotes, e depois usada por Rony Weasley dentro do banco após serem submetidos ao Queda do Ladrão (encantamento que desfaz todos os feitiços que ameacem invasão aos cofres de Gringotes), no mesmo duende.
Foi muito usada no tempo em que Lord Voldemort era poderoso, criando dificuldades para que o Ministério da Magia separasse os reais seguidores de Voldemort dos enfeitiçados. Muitos dos Comensais da Morte disseram-se enfeitiçados pela Maldição Imperius para escapar de Azkaban após a queda de seu mestre. Em Harry Potter e o Enigma do Príncipe, Draco Malfoy enfeitiça Madame Rosmerta em Hogsmeade.
Através de treino é possível resistir a essa maldição. Harry Potter é um dos bruxos capazes de resistir completamente, tendo sido treinado para isso durante as aulas com o falso Alastor Moody (na verdade, Bartô Crouch Jr.), no quarto livro. Vítor Krum foi enfeitiçado com Imperius na terceira tarefa do Torneio Tribruxo. O Ministro júnior da Grã-Bretanha, Herberto Chorley, reagiu mal quando foi encantado. Draco Malfoy usou esse feitiço em Madame Rosmerta, que por sua vez amaldiçoou Katie Bell. Aparece nos livros Cálice de Fogo (p. 171, 539, 542, 544) Ordem da Fênix, Enigma do Príncipe e Relíquias da Morte.

### Avada Kedavra
Avada Kedavra é a pior das três Maldições Imperdoáveis: um raio verde é disparado da varinha do bruxo e atinge o alvo em seguida, matando sem deixar rastros ou sinais visíveis. A cicatriz em forma raio de Harry é uma exceção notável – e até onde se saiba, única. Ele também se tornou uma exceção por ser o único indivíduo a sobreviver a essa maldição. Perto do verão de 1998, Harry tornou-se o primeiro bruxo a sofrer mais de uma vez a Maldição da Morte e também o primeiro a ressuscitar depois do ataque. Uma autópsia trouxa não consegue identificar a causa da morte. Dumbledore conseguiu proteger Harry da Avada Kedavra com barreiras físicas (as estátuas do Ministério da Magia), e a coruja Edwiges bloqueou o caminho de mais um feitiço, morrendo para proteger Harry.
Além disso, fênixes, sendo pássaros imortais que ressurgem das suas próprias cinzas sobrevivem a esse feitiço, pegando fogo quando são atingidas por ele (como fazem quando estão velhas) e depois revivem de suas cinzas. Quem utilizar a Maldição da Morte em outro ser humano recebe pena de prisão perpétua, na prisão bruxa de Azkaban. No quinto livro, Alvo Dumbledore conta mais alguns detalhes sobre a morte dos pais de Harry Potter: como sua mãe, Lílian Evans, o havia protegido com um feitiço muito antigo, o qual Voldemort jamais conseguiria compreender. Ela e seu marido, Tiago Potter, faleceram enquanto protegiam o filho, que sobreviveu apenas com uma cicatriz em forma de raio, que lhe traz ligações e estranhas habilidades, como a ofidioglossia – a capacidade de se comunicar com cobras – com aquele que tentou matá-lo, Lord Voldemort.
Visto/mencionado:
Em Harry Potter e a Câmara Secreta:
- Por Lucio Malfoy, quando tenta matar Harry, mas é impedido por Dobby. Ele diz somente "Avada …" (portanto, presume-se que ele fosse dizer "… Kedavra").

Em Harry Potter e o Cálice de Fogo:
- Por Lord Voldemort, quando ele mata Franco Bryce, um jardineiro trouxa.
- Por Bartolomeu Crouch Jr., em forma de Alastor Moody, como demonstração do feitiço matando uma aranha.
- Novamente por Bartolomeu Crouch Jr., quando mata seu próprio pai, Bartolomeu Crouch.
- Por Pedro Pettiigrew, quando mata Cedrico Diggory, por ordem de Voldemort.
- Por Voldemort, quando tenta matar Harry, que revida com o feitiço Expelliarmus, dando início a um Priori Incantatem.

Em Harry Potter e a Ordem da Fênix:
- Por Bellatrix Lestrange atingindo Sirius Black com o feitiço Avada Kedavra e empurrando-o para dentro do portal que liga o mundo dos vivos e dos mortos (no Harry Potter e a Ordem da Fênix, não fica claro como Bellatrix Lestrange mata Sirius, constando que foi um feitiço Estupefaça que empurrou Sirius para dentro do portal).
- Por Lord Voldemort, contra Alvo Dumbledore, que revida com um Expelliarmus.

Em Harry Potter e o Enigma do Príncipe:
- Por Bellatrix Lestrange, quando mata uma raposa por engano, em frente à casa de Severo Snape.
- Por Severo Snape, quando mata Alvo Dumbledore.

Em Harry Potter e as Relíquias da Morte:
- Por Lord Voldemort, quando mata a professora de Estudo dos Trouxas de Hogwarts, Caridade Burbage, na mansão dos Malfoy.
- Por Lord Voldemort, quando mata Alastor Moody.
- Por um Comensal da Morte, quando mata a coruja Edwiges.
- Por Voldemort, quando mata o fabricante de varinhas Mykew Gregorovitch.
- Por Voldemort, quando mata Grindelwald na prisão mágica de Nurmengard, após este recusar-se a dar a localização da Varinha das Varinhas.
- Por Vicente Crabbe, quando tenta acertar Hermione Granger na Sala Precisa de Hogwarts.
- Por Vicente Crabbe, quando tenta matar Rony Weasley na Batalha de Hogwarts.
- Por Antonio Dolohov, quando mata Remo Lupin na Batalha de Hogwarts.
- Por Bellatrix Lestrange, na Batalha Final, quando mata Ninfadora Tonks.
- Por Rony Weasley, na Batalha Final, quando tenta matar Nagini, sem sucesso.
- Por Voldemort, quando tenta matar Harry (que havia se entregado à morte), mas fracassa, já que a proteção de sua mãe, Lílian Potter, ainda existia, só que dentro de Voldemort.
- Por Bellatrix Lestrange, na Batalha Final, quando tenta matar Gina Weasley, sem sucesso, pois a Maldição não a atinge por pouco.
- Novamente por Bellatrix Lestrange, que por vezes, tenta acertar Molly Weasley, que se defende de todos os feitiços.
- Por Molly Weasley em Bellatrix Lestrange, acertando a comensal no peito após um duelo entre as duas.
- Por Voldemort, quando tentar matar Harry de uma vez por todas, porém a Maldição acaba voltando para Voldemort, matando-o.

A Maldição da Morte é usada muitas vezes, de forma especial, na Batalha em Hogwarts. Todos os atingidos pela maldição morrem. Só é conhecido um sobrevivente: Harry Potter. No filme Harry Potter e as Relíquias da Morte – Parte 2, é mostrado alguns dos personagens defendendo-se da maldição com o feitiço Protego que, se for lançado corretamente, defende o usuário de qualquer feitiço, até mesmo a Maldição da Morte.

A palavra aramaica Avada significa "Eu destruo/mato"; considerando que Kedavra significa "Como eu falo", logo a expressão toda fica "Eu mato quando falo". J. K. Rowling quando estava em um festival de livros em 2004 e deu a explicação sobre o significado de Avada Kedavra, afirmando ser um antigo feitiço em aramaico, tendo sido a origem etimológica de Abracadabra. (Outras especulações já incluíram a similaridade com a frase em inglês "I [ha]ve the cadaver", que traduzida seria "Eu tenho o cadáver", presumivelmente dizendo respeito à vítima do feitiço.)